# Сіби
Сі́би (рос. Сибы) — річка в Росії, ліва притока річки Вала. Протікає по території Можгинського району Удмуртії.
Річка починається на південній околиці присілку Малі Сіби. Протікає на північний схід. Впадає до річки Вала біля колишнього присілку Чорний Лог.
Довжина річки — 8 км. Висота витоку — 196 м, висота гирла — 128 м, похил річки — 8,5 м/км.
На річці розташовані населені пункти Малі Сіби та Великі Сіби. В останньому збудовано автомобільні мости.
| Річка | Це незавершена стаття про річку. Ви можете допомогти проєкту, виправивши або дописавши її. |